# Спиридонов, Владимир Михайлович
Влади́мир Миха́йлович Спиридо́нов (укр. Володимир Михайлович Спірідонов; род. 26 марта 1941, Пензенская область) — советский футболист, игравший на позиции полузащитника. Мастер спорта СССР. По завершении карьеры игрока работал тренером.

## Биография
Футболом начал заниматься в 1950 году в душанбинской ДЮСШ. В 1963 году выступал в чемпионате Таджикской ССР за «Звезду» из столицы республики. Затем играл за ленинабадский «Памир», «Зауралец» (Курган) и улан-удинскую «Селенгу». В 1969—1970 годах защищал цвета курган-тюбинского «Пахтакора», в котором и завершил карьеру игрока.

### Тренерская карьера
Закончил техникум и институт физкультуры. Начал тренерскую деятельность ещё будучи игроком, став играющим тренером в курган-тюбинском «Пахтакоре». Затем тренировал луганский «Колос» и сборную сельскохозяйственных обществ Украинской ССР. В 1981—1982 годах был ассистентом Владимира Мунтяна в киевском СКА. В начале 1987 года возглавил кировоградскую «Звезду», где проработал до середины года. В 1990 году стал главным тренером новотроицкой «Таврии». В том же году перешёл в другой клуб из Херсонщины — каховский «Мелиоратор», который привёл к победе в чемпионате Херсонской области в 1991 году, а затем в первом чемпионате независимой Украины с командой завоевал бронзовые награды переходной лиги. Летом 1992 года возглавил желтоводский «Сириус», с которым стал победителем своей группы любительского чемпионата Украины, что позволило команде в следующем сезоне принять участие в переходной лиге, однако уже в сентябре 1993 года Спиридонов покинул клуб. После этого тренировал ещё ряд коллективов, выступавших в низших лигах чемпионата Украины